# Macedònia (província romana)
La província romana de Macedònia es va crear a partir de l'antic Regne de Macedònia. La victòria romana a la batalla de Pidna el 22 de juny del 168 aC va decidir la sort del regne de Macedònia i va establir la sobirania romana.
Macedònia de fet no va ser formalment annexionada sinó posada sota autoritat del senat romà que va emetre l'edicte d'Amfípolis un decret que va dividir el país, considerat lliure, en quatre districtes. Cada ciutat seria lliure i tindria els seus propis magistrats d'elecció anyal i Roma rebria la meitat dels tributs que abans es pagaven als reis. La distribució d'aquests tributs va ser decidida en unes reunions dels quatre districtes. Els macedonis no podrien tenir armes ni tan sols als districtes fronterers, i la defensa quedava en mans de Roma. Es va establir la prohibició de celebrar matrimonis i comprar terres o edificis dins de la mateixa regió. De l'extracció del coure i del ferro Roma es reservava la meitat de les taxes que abans es pagaven als reis però els romans tindrien el dret d'explotar les mines d'or i plata i la fusta utilitzable per fer vaixells; també tindrien el monopoli de la importació de la sal, i la venda d'aquest producte era també restringida. Aquesta divisió va subsistir 18 anys; es conserven nombrosos tetradracmes de la primera regió, que tenia per capital a Amfípolis.
L'any 149 aC el fill de Perseu, Andrisc, amb el nom de Filip V de Macedònia, es va revoltar i va recuperar el país però al cap de pocs mesos va ser derrotat per Quint Cecili Metel Macedònic l'any 148 aC. Després d'això Macedònia va ser tributària de Roma i governada per un pretor. Dos anys després (146 aC), destruïda Corint, la resta de Grècia o Acaia, també es va convertir en tributària.
Durant uns anys els il·liris i els tracis van atacar Macedònia, i els romans es van veure obligats a establir colònies a Filipos, Pel·la, Estobi, i Díon.
A la divisió de les províncies entre l'emperador i el senat, Macedònia va ser declarada província senatorial. Tiberi la va unir, junt amb Acaia, a la província imperial de Mèsia i així va seguir fins al temps de Claudi quan va tornar al senat. Llavors la governava un propretor amb títol de procònsol. La capital d'aquesta província va ser Tessalònica.
Sota Constantí Macedònia era un dels dos governs de la prefectura d'Il·líria, que estava distribuïda en sis províncies: Acaia, Macedònia, Creta, Tessàlia, Epir Vell i Epir Nou.
Sota l'Imperi romà, a partir del segle III l'agricultura va decaure pels constants atacs de les tribus germàniques i eslaves del nord. A partir del segle vi es van començar a establir a la regió grups eslaus, mentre els grecs només van conservar les places fortificades, els districtes de muntanya, la península Calcídica i les zones costaneres pantanoses.
El país es va despoblar i es va haver de portar colons d'Àsia, com ara els colons perses establerts a la regió del riu Axios (Vàrdar) instal·lats cap a l'any 835, que va proveir els soldats de la guàrdia imperial (els bardariotes). El 1065 s'hi va establir una colònia de turcs uzes, els caps de la qual van arribar a altes posicions i Anna Comnena esmenta colònies de turcs establertes prop d'Ocrida abans del 1081.